# يسرينسياه سيراكاوي
يسرينسياه سيراكاوي (26 يوليو 1950 - 16 فبراير 2021) سياسي إندونيسي شغل منصب وصي عرش بيسر من 1999 إلى 2004 ، ومرة أخرى من 2016 حتى وفاته.